# Humphry Davy

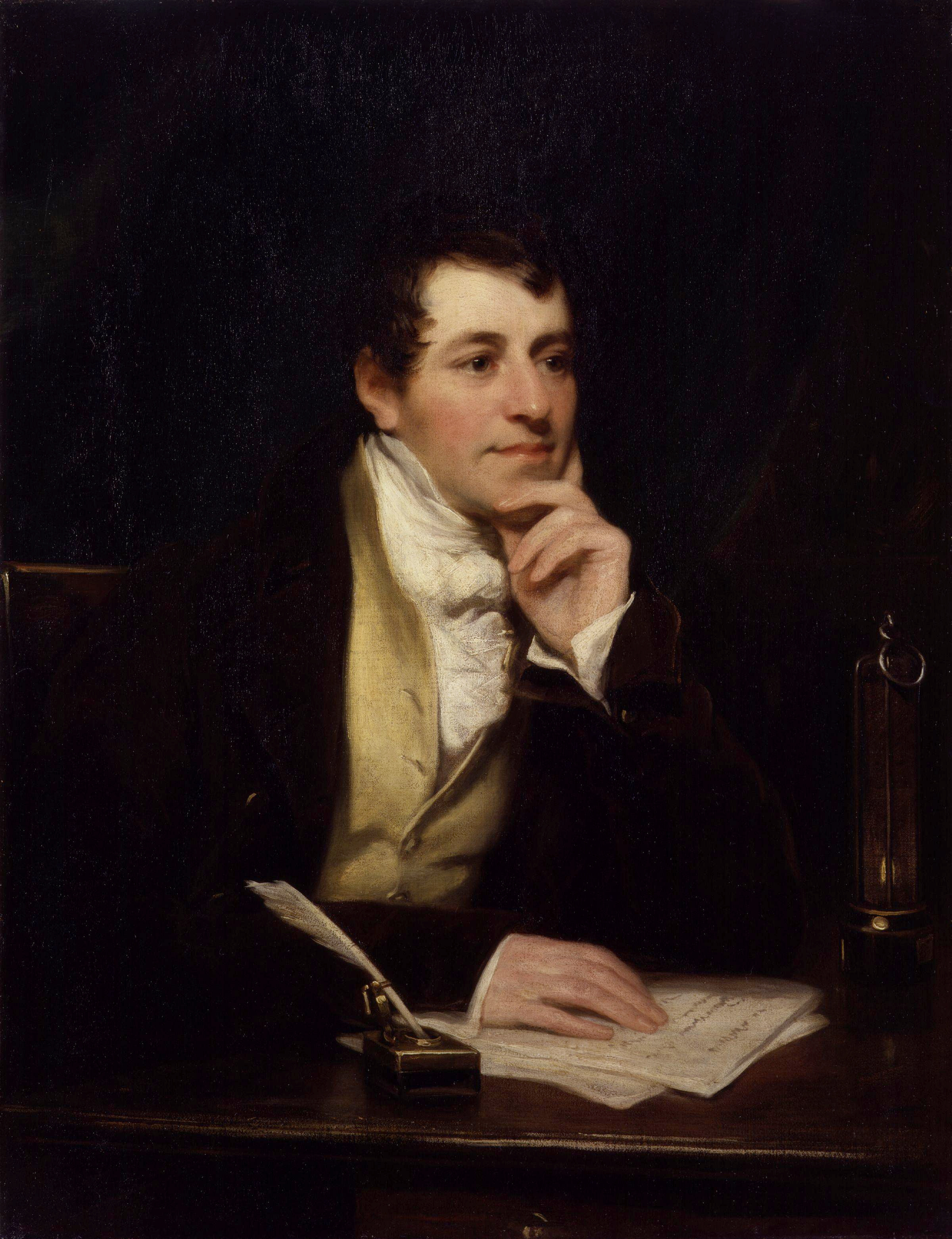
Humphry Davy
(1821), Thomas Phillips, NPG

Sir Humphry Davy, FRS (Penzance (Cornwall), 17 december 1778 – Genève (Zwitserland), 29 mei 1829) was een Brits scheikundige. Naast zijn vele scheikundige ontdekkingen is hij ook bekend als de uitvinder van de booglamp en de naar hem vernoemde mijnlamp.

## Biografie
Davy was de oudste zoon van ouders uit de middenklasse, die een landgoed beheerden in Ludgvan. Hij verkreeg zijn basisopleiding in het nabijgelegen Penzance en vanaf 1783 in Truro. In 1795, een jaar na het overlijden van zijn vader Robert, werd hij leerjongen bij de plaatselijke chirurgijn en apotheker, J. Bingham Borlase. Met diens steun besloot Davy om zich de geneeskunde eigen te maken.

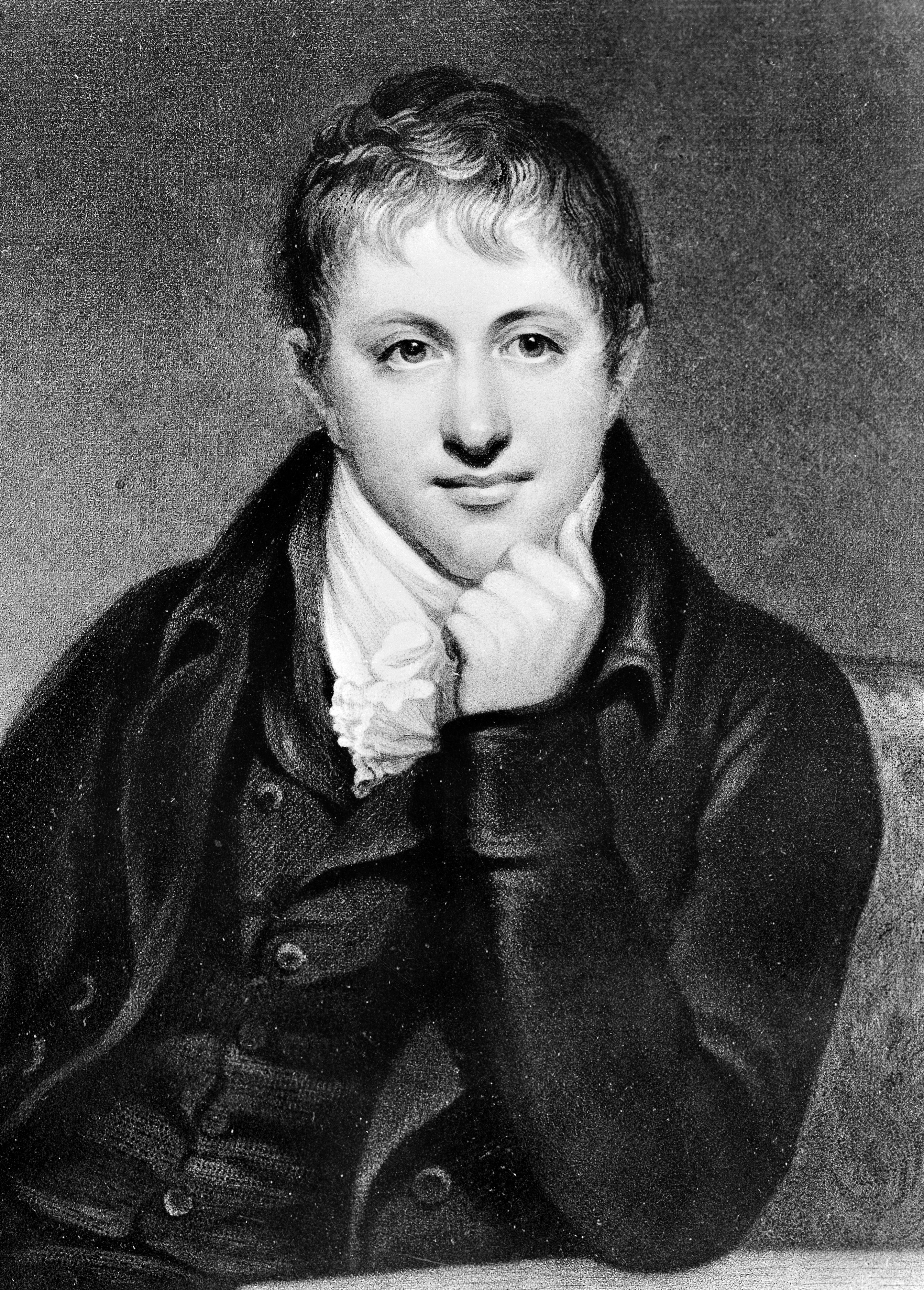
Sir Humphry Davy
(1835), C. Turner

Maar als hij in 1798 het werk Traité élémentaire de chimie van de Franse scheikundige Antoine Lavoisier gelezen heeft, verplaatst zijn interesse zich naar de scheikunde. Met steun van zijn vriend Davies Gilbert begon hij onderzoek te doen naar gassen, waaronder lachgas (stikstofoxide N2O). Op voordracht van Gilbert werd hij in 1798 in contact gebracht met de radicale scheikundige en arts Thomas Beddoes, oprichter van de Pneumatic Institution te Bristol.
In 1802 werd hij door oprichter Benjamin Thompson benoemd tot professor chemie aan het Royal Institution van het Verenigd Koninkrijk en lid van de Royal Society waar hij later voorzitter van zou zijn. Zijn publieke lezingen en demonstraties aan het Royal Institution werden beroemd en bezorgen hem en het instituut grote internationale faam.
In 1805 kreeg Davy de Copley Medal. In 1812 werd hij door koning George III geridderd. Hij gaf een afscheidslezing aan het Royal Institution en trouwde een welgestelde weduwe, Jane Apreece. Na een lange rondreis door Europa ontwikkelde hij nog de davylamp, die gebruikt werd door mijnwerkers, en de kathodische bescherming voor schepen. In 1818 verkreeg hij de eretitel Baronet.
In 1827 werd Davy ernstig ziek, waarschijnlijk ten gevolge van veelvuldig inademen van de giftige gassen gedurende zijn leven. Hij overleed op 50-jarige leeftijd in Genève, tijdens zijn tweede Europese rondreis. Zijn laboratoriumassistent en leerling Michael Faraday – die Davy had vergezeld op zijn eerste Europese rondreis – ging verder met het verbeteren van zijn werk en werd uiteindelijk bekender en invloedrijker dan Davy zelf.

## Wetenschappelijk werk
Davy werd bekend door zijn ervaringen met de fysiologische gevolgen van sommige gassen. In die tijd geloofde selecte groep wetenschappers, waaronder de arts Thomas Beddoes van het Pneumatic Institution, dat allerlei ziektes genezen kon worden door het inademen van verschillende soorten gassen. In een zelf ingericht laboratorium bereidt en inhaleert hij lachgas. Het gas verwekt bij Davy een aangenaam gevoel van dronkenschap, een lichte roes, gevolgd door een gevoel van grote lichamelijke kracht. De resultaten van de werking van het gas worden gepubliceerd in Researches, Chemical and Philosophical.

### Elektrochemie
In 1800 introduceerde de Italiaanse natuurkundige Alessandro Volta de eerste elektrische batterij. Davy gebruikte deze Voltazuil om zouten in hun elementen te scheiden door middel van wat nu bekendstaat als elektrolyse. Met een groot aantal batterijen in serie geschakeld was hij in 1807 staat om de alkalimetalen kalium en natrium vrij te maken. Het jaar daarop volgden calcium, strontium, barium en magnesium – deze laatste alleen in onzuivere vorm. Zijn werk leidde bij hem tot de aanname dat de elementen in scheikundige verbindingen niet door newtoniaanse krachten bijeen werden gehouden, maar door elektrische krachten. Ergens na 1818 voltooide hij, samen met William Thomas Brande, de eerste isolatie van lithium tijdens de elektrolyse van lithiumoxide.
Ook liet hij zien dat zuurstof niet verkregen kon worden uit de substantie die bekendstond als 'oxymuriatic acid' en toonde aan dat het om het element chloor ging. Davy bestudeerde ook de energie die benodigd was voor het vrijmaken van elementen uit deze zouten, iets dat nu bekendstaat onder de naam elektrochemie.

### Elektrisch licht
Rond 1809, terwijl hij experimenten deed met elektrolyse, ontdekte hij bij toeval de eerste vorm van elektrisch licht, de booglamp of koolspitslamp. Voor de Royal Institution te Londen gaf hij een letterlijk verblindende lezing. Door twee staven van houtskool tegen elkaar te brengen en ze vervolgens langzaam van elkaar te verwijderen bleef tussen de uiteinden een heldere lichtboog aanwezig, die fel wit licht uitstraalde. Met behulp van 2000 Voltabatterijen slaagde Davy er in om gedurende enkele minuten een lichtboog in stand te houden tussen de twee koolspitsen.
Het zou echter nog een halve eeuw duren voordat dergelijke lampen commercieel toepasbaar werden, met name wegens het gebrek aan een betrouwbare energiebron. Dit veranderde pas rond 1870 toen de elektrische dynamo alom beschikbaar werd. Vanaf dat moment werden booglampen op grote schaal toegepast, voornamelijk als straat- en vuurtorenverlichting.

### Mijnwerkerslamp

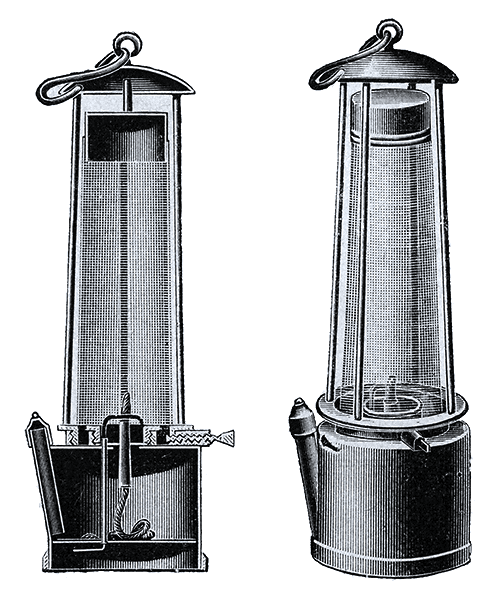
Davylamp

In de vele steenkolenmijnen die Engeland rijk was gebruikten kompels kaarsen en olielampen om de duistere mijnen van licht te voorzien. Echter bij vrijkomen van mijngas ontstonden explosies, die het leven kostte aan honderden mijnwerkers per jaar. Nadat in een mijn in Durham in 1812 92 kompels omkwamen, vroeg men aan Davy om een oplossing voor dit probleem.
Hij daalde af in de diepe mijnschachten om monsters van het gas te nemen, om vervolgens de samenstelling en eigenschappen ervan te analyseren. Hij bepaalde dat mijngas hoofdzakelijk bestond uit hydro-carbonate, een mengsel van waterstofgas en methaan.
Hij ontdekte hierbij dat een gasexplosie niet verder uitbreidt wanneer de vlam omgeven is door een fijnmazig netwerk van metaalgaas, die de warmte van de vlam absorbeert. Op basis van deze ervaringen construeerde hij een mijnlamp die aan de beste verwachtingen voldeed.

## Werken
Davy is de auteur van de volgende wetenschappelijke werken:
- Researches, Chemical and Philosophical (1800)
- Elements of Chemical Philosophy (1813)
- Elements of Agricultural Chemistry in a Course of Lectures (1813)
- The Papers of Sir H. Davy (1816)
- Discourses to the Royal Society (1827)
- Salmonia or Days of Fly Fishing (1828)
- Consolations in Travel or The Last Days of a Philosopher (1830)

- Bibsys: 90333226
- Biblioteca Nacional de Chile: 000491154
- Biblioteca Nacional de España: XX1247047
- Bibliothèque nationale de France: cb12459774t (data)
- Catàleg d'autoritats de noms i títols de Catalunya: 981058523671006706
- CiNii: DA01620306
- Gemeinsame Normdatei: 118524089
- International Standard Name Identifier: 0000 0001 0883 629X
- Library of Congress Control Number: n79142750
- Nationale Bibliotheek van Letland: 000314909
- Mathematics Genealogy Project: 321682
- Bibliotheek van het Japanse parlement: 00549765
- Nationale Bibliotheek van Tsjechië: nlk20000082224
- Nationale bibliotheek van Australië: 35034028
- Nationale Bibliotheek van Israël: 987007260255905171
- Nationale Bibliotheek van Polen: a0000002639337
- Nationale en Universitaire bibliotheek Zagreb: 000683632
- Nederlandse Thesaurus van Auteursnamen: 068809042
- PIC: 186516
- Istituto Centrale per il Catalogo Unico: CUBV052940
- SNAC: w690257k
- Système universitaire de documentation: 032075197
- Trove: 806556
- Virtual International Authority File: 29630108
- WorldCat: E39PBJmhKB3fWGkBVKJcvTPPcP